# The End of Heartache
A The End of Heartache az amerikai, metalcore stílusú Killswitch Engage harmadik nagylemeze. Ez az együttes első albuma az Blood Has Been Shed énekesének, Howard Jones-nak közreműködésével, aki 2002-ben csatlakozott átvéve Jesse Leach helyét. Justin Foley, aki a Blood Has Been Shed dobosa, szintén ekkor lépett be az együttesbe Tom Gomes helyére, aki személyes okokból hagyta el a Killswitch Engage-et.
Az új fölállás 2003-ban lépett fel az Ozzfesten és az MTV2 Headbangers Ball turnéján. Az első felvétel, nevezetesen a When Darknes Falls, filmzenéje lett a 2003-as Freddy vs. Jason című horrorfilmnek. A lemez kiadására 2004. május 11-én került sor.
Két videóklip készült, az egyik a Rose of Sharyn-hez, míg a másik a The End of Heartache-hez.
2005-ben jelent meg az album speciális kiadása 6 további számot tartalmazva.
A címadó dalt Grammy-díjra jelölték a "Best Metal Performance" kategóriában.
Az album aranylemez lett az Amerikai Egyesült Államokban 2007. december 7-én.

## Számlista
1. A Bid Farewell  – 3:55
2. Take This Oath  – 3:46
3. When Darkness Falls  – 4:02
4. Rose of Sharyn  – 3:36
5. Inhale  – 1:15
6. Breathe Life  – 3:18
7. The End of Heartache  – 4:58
8. Declaration  – 3:01
9. World Ablaze  – 4:59
10. And Embers Rise  – 1:11
11. Wasted Sacrifice  – 4:18
12. Hope Is...  – 4:21

Speciális kiadás (bónusz lemez)
1. Irreversal (Újra felvett verzió)  – 3:49
2. My Life for Yours  – 3:34
3. The End of Heartache (Resident Evil verzió) – 4:05
4. Life to Lifeless (Koncertfelvétel)  – 3:22
5. Fixation on the Darkness (Koncertfelvétel) – 3:40
6. My Last Serenade (Koncertfelvétel)  – 4:00

## Közreműködők
Együttes
- Howard Jones – ének
- Adam Dutkiewicz – gitár, producer, tervező, háttérének, további ütőhangszer
- Joel Stroetzel – gitár
- Mike D'Antonio – basszusgitár, konstrukció, illusztrációfotózás, szerkesztés
- Justin Foley – dob

További zenészek
- Jesse Leach – további ének (Take This Oath és Irreversal)
- Phil Labonte – további ének (Hope Is..., Irreversal, illetve The End Of Heartache)
- Andy Sneap – gitár (The End Of Heartache)